# 愛國金釵會
愛國金釵會，是日治朝鮮時代朝鮮的親日派婦女團體。
1937年中日戰爭爆發後，以尹德榮的夫人金福綏為會長的一批朝鮮貴族如閔丙奭、李允用的夫人8月20日組成愛國金釵會，同時也有一些受過新教育的女性如金活蘭、高凰京、宋今璇、兪珏卿參加。
設立目的是為献金支援日本國防、為出征日本軍辦歡送宴和慰問参戰士兵家庭。